# Emma Vyssotsky
Emma Vyssotsky, nascida Emma T. R. Williams (Media (Pensilvânia), 23 de outubro de 1894 — maio de 1975), foi um astrônoma estadunidense.

## Biografia
Obteve um Ph.D. em astronomia no Harvard College, em 1930. Passou sua carreira no Observatório McCormick da Universidade da Virgínia, onde sua especialidade foi o movimento das estrelas e a cinemática da Via Láctea.
Casou com o astrônomo nascido na Rússia Alexander Vyssotsky em 1929. Eles tiveram um filho, o matemático e informático Victor Vyssotsky.
Em 1946 foi laureada com o Prêmio Annie J. Cannon de Astronomia da American Astronomical Society.